# LocoRoco
LocoRoco (ロコロコ, Rokoroko) is een platformspel dat is ontwikkeld in Japan en is uitgegeven in 2006 door Sony Computer Entertainment voor de PlayStation Portable (PSP). Sony beschouwde LocoRoco als bepalende factor in het succes van de PSP en stopte veel energie in de ontwikkeling en marketing van het spel. Het spel werd tevens verkocht in een bundel met de PSP-console.

## Spelomgeving
Het spel speelt zich af op de heuvelachtige en vrolijke planeet van LocoRoco en zijn vriendjes, de Mui Mui. Ze leven een zorgeloos leventje en brengen hun dagen door met zingen en spelen. Dat verandert als de Moja Troop landt die de planeet wil overnemen. De speler moet helpen om de Moja's te verslaan en de wereld te redden door naar levels te gaan waar de Moja's zitten.

## Gameplay
Door het speelveld te kantelen met L en R, gaat het ronde wezen LocoRoco door de zwaartekracht de gewenste kant oprollen. De LocoRoco kan zich splitsen in kleinere LocoRoco's die later weer samensmelten tot een. Deze functie kan bijvoorbeeld gebruikt worden om door nauwe doorgangen te kunnen rollen.
Het doel is, zo veel mogelijk bloemen eten om te groeien. In elk level zijn 20 bloemen te vinden.
Door vliegjes (Pickories) te verzamelen, kan de speler een minigame spelen.

## Muziek
Muziek speelt een belangrijke rol in het spel. De wezens in het spel zingen regelmatig liedjes, zowel samen als solo. Deze liedjes zijn in een fantasietaal, zodat deze over de hele wereld hetzelfde zijn, zonder vertaald te hoeven worden. Sony heeft de LocoRoco Original Soundtrack uitgebracht met 42 tracks uit het spel. Door de liedjes worden slapende wolken wakker gemaakt of slapende Nyokki's. Bij alle zes klinken de muziekjes anders.

## Ontvangst
| Beoordeeld door      | Datum             | Score |
| -------------------- | ----------------- | ----- |
| EL33TONLINE          | 9 september 2008  | 100%  |
| Deeko                | 2006              | 95%   |
| Game Shark           | 15 september 2006 | 91%   |
| Play Magazine        | 2006              | 90%   |
| PlayDevil            | 24 augustus 2006  | 90%   |
| Gamer.nl             | 19 juni 2006      | 90%   |
| EGC Games            | 2007              | 85%   |
| Game Chronicles      | 29 september 2006 | 84%   |
| Factornews           | 29 juni 2006      | 80%   |
| Armchair Empire, The | 19 december 2006  | 75%   |